# L'uomo della Mancha
L'uomo della Mancha (Man of La Mancha) è un film del 1972, diretto da Arthur Hiller, basato sul musical Man of La Mancha.

## Trama
Nella penisola iberica, durante l'Inquisizione spagnola, un uomo viene fatto prigioniero per i suoi romanzi definiti blasfemi, si tratta di Miguel de Cervantes.
L'uomo per riscattarsi decide di inscenare una commedia dove l'argomento appunto è lo stesso del suo romanzo più famoso: Don Chisciotte della Mancia.
Il protagonista è un buffo cavaliere di nome Alonso Quixano che decide di partire con il servo Sancho alla ricerca degli oppressi delle ingiustizie per ricavarne onore e gloria. Purtroppo le sue avventure non si concludono mai come vorrebbe il cavaliere che ben presto diventerà oggetto di scherno e di beffe.

## Il film e il romanzo
Per quanto concerne il rapporto tra il romanzo e il film, nel volume dedicato all'arte e all'industria del cinema della De Agostini troviamo l'immagine di un espressivo primo piano di Sofia Loren e un commento che definisce L'uomo della Mancia «discutibile versione dell'opera di Cervantes».